# Thomas Will (Politiker)

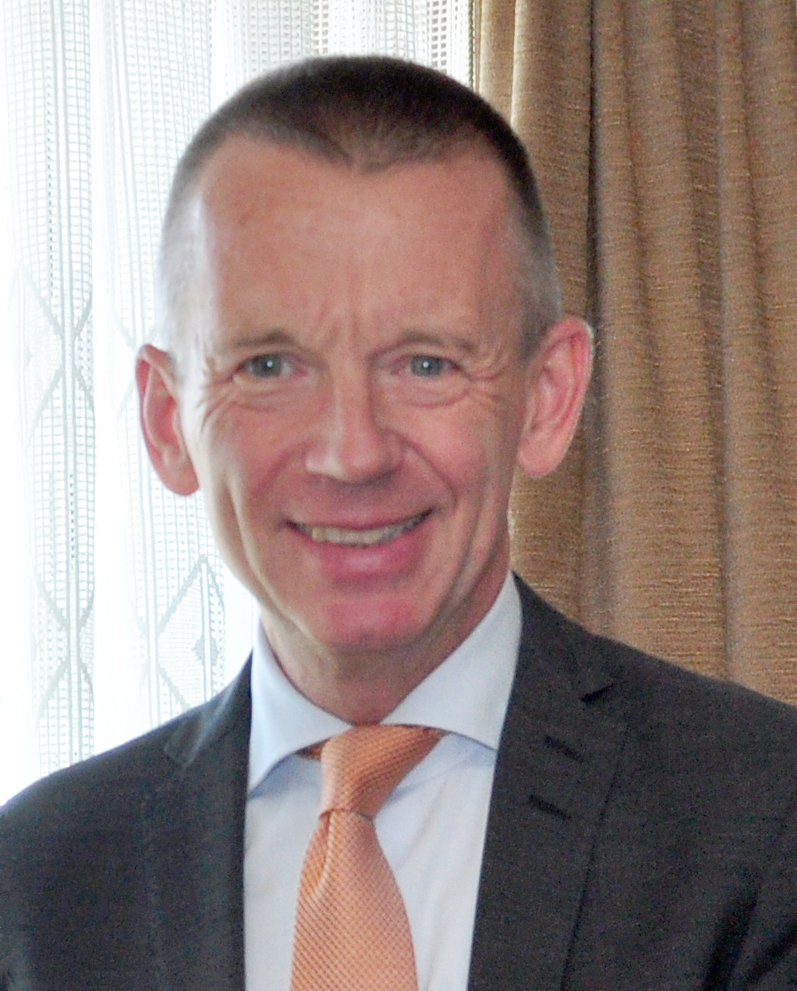
Thomas Will, Landrat Kreis Groß-Gerau

Thomas Will (* 1959 in Bischofsheim) ist SPD-Politiker und seit dem Jahr 2010 Landrat des Kreises Groß-Gerau.

## Karriere
Nach dem Realschulabschluss absolvierte Thomas Will zunächst in den Jahren 1976 bis 1979 eine Ausbildung zum Verwaltungsfachangestellten im Landratsamt in Groß-Gerau. Drei Jahre war Thomas Will beim Regierungspräsidium in Darmstadt und elf Jahre beim Schulamt der Stadt Frankfurt am Main beschäftigt. Von 1993 bis 2003 war Thomas Will beim Schulverwaltungsamt in Rüsselsheim. Dort leitete Will zuletzt den Fachbereich Bildung und die Schulverwaltung.

## Politische Laufbahn
Thomas Will war von 1993 bis 2003 Mitglied des Kreistages des Kreises Groß-Gerau. Im Jahr 2003 wurde Will vom Kreistag Groß-Gerau erstmals zum Ersten Kreisbeigeordneten gewählt und 2009 für weitere 6 Jahre bestätigt. 2010 erhielt er im ersten Wahlgang 59 % der Stimmen und wurde zum Landrat des Landkreises Groß-Gerau und damit zum Nachfolger Enno Siehrs gewählt. Im Dezember 2015 und 2021 wurde er jeweils für weitere sechs Jahre wiedergewählt.
Von 1985 bis 2003 war Thomas Will Mitglied der Gemeindevertretung Bischofsheim. Ebenfalls ist er Vorsitzender des SPD-Unterbezirks Groß-Gerau.

## Mitgliedschaften
- Trägerverein Inselhof
- Förderverein für Kinderchirurgie der Uni-Klinik in Mainz
- FC Schalke 04[5]